# 朽木綱貞 (陸軍軍人)
朽木 綱貞（くつき つなさだ、1875年（明治8年）12月2日 - 1929年（昭和4年）9月6日）は、明治から大正時代の陸軍軍人、政治家。最終階級は陸軍少将。貴族院議員、子爵、工学博士。福知山藩13代（最後）の藩主朽木為綱の子。妻は徳川篤守の娘芳子。陸軍の火薬研究の権威であった。

## 経歴
1883年（明治16年）に父の為綱が没したため家督を継ぎ、1884年（明治17年）7月8日、子爵を襲爵する。慶應義塾幼稚舎を経て、1896年（明治29年）5月27日、陸軍士官学校（7期）を卒業。1897年（明治30年）1月、砲兵少尉任官。陸軍砲工学校高等科で学び、さらに陸軍派遣学生として東京帝国大学工科大学応用化学科を1904年（明治37年）6月に卒業。
東京湾要塞砲兵連隊中隊長、陸軍兵器本廠検査官、砲工学校教官などを務める。1914年（大正3年）8月、火薬研究所長に就任。1916年（大正5年）11月、砲兵大佐に昇進。陸軍科学研究所第二課長、陸軍造兵廠火工廠長などを歴任。1921年（大正10年）3月、陸軍少将となり、1924年（大正13年）2月、予備役に編入された。その他、東京帝国大学工学部講師、陸軍技術会議員などを務めた。
1928年（昭和3年）10月6日、補欠選挙で貴族院子爵議員に選出され、研究会に属したが、1929年（昭和4年）9月6日薨去す。享年55歳。墓所は青山霊園。
家督は養子の朽木綱博（旧鳥取藩主家で侯爵池田仲博の子）が相続した。実娘・美知子は、綱博の実兄で池田家の後継当主であった池田徳真に嫁いだ。

## 家系
父母
- 父：朽木為綱
- 母：青山郁子

配偶
- 妻：芳子（徳川篤守長女）

子女
- 長男：朽木綱紀（1901年 - 1928年）
- 長女：朽木幸子（1903年 - 1939年）
- 次女：池田美和子（1907年 - ?、池田徳真夫人）
- 養子：朽木綱博（1905年 - 1963年、池田仲博次男）

## 栄典
- 1895年（明治28年）12月10日 - 従五位[4]
- 1906年（明治39年）12月21日 - 従四位[5]
- 1913年（大正2年）12月27日 - 正四位[6]